# バルダーズ・ゲート3
『バルダーズ・ゲート3』（原題：Baldur's Gate 3）は、Larian Studiosから2023年に発売されたコンピュータRPG。バルダーズ・ゲートシリーズの本編第3作であり、テーブルトークRPG「ダンジョンズ&ドラゴンズ」のシステムをベースにしている。2020年10月にmacOSとWindows向けにアーリーアクセスが開始され、2023年8月にWindows向けに正式版がリリースされ、同年中にPlayStation 5、macOS、Xbox Series X/S向けにもリリースされた。
日本国内向けにはPlayStation 5版のみ、スパイク・チュンソフトから2023年12月に発売された。他のプラットフォームでも順次日本語対応が行われた。
バルダーズ・ゲート3は、そのゲームプレイ、物語、そして制作のクオリティが高く評価され、批評家から絶賛された。多くのゲーム・オブ・ザ・イヤーを獲得し、5大ゲーム・オブ・ザ・イヤーを全て獲得した初のゲームとなった。

## ゲーム内容
本作はシングルプレイヤーでもマルチプレイヤーでも遊べるコンピュータRPGである。プレイヤーは、1人以上のキャラクターを作成し、あらかじめ用意されたキャラクターと共にパーティを編成してゲームのストーリーを探索することができる。自分のキャラクターの1人を使用し、オンラインで他のプレイヤーとチームを組んでパーティを編成することもできる。
このゲームには柔軟なクエストシステムが実装されており、アイテムを買う代わりにスリで盗んだり、敵と戦う代わりに交渉したりと、様々な方法をとる事ができる。プレイヤーは物語にとって重要であるかどうかに関わらず、ほぼすべてのNPCを排除することができ、それでもゲームを進められる。3章に分かれていて、それぞれ世界の別々の場所が舞台になる。それぞれの章では、配置されているクエストにほぼ好きな順番で取り組むことができる。
過去のバルダーズ・ゲートシリーズと違い、本作は「ダンジョンズ&ドラゴンズ」第5版をもとにしたターン制戦闘が採用されている。これはLarian Studiosの過去作である『ディヴィニティ:オリジナル・シン』と『ディヴィニティ:オリジナル・シン2』に近い。ほとんどの仕組みや呪文は第5版に準拠しているが、一部はコンピュータRPGにあわせて修正されたり除外されている。
メインとなるクラスは12種類あり、そこからさらに46のサブクラスに分かれる。多くの呪文を唱えられるウィザードや軽装での白兵戦が得意なバーバリアンなど、それぞれのクラスは戦闘において別々の得意分野を持つ。マルチクラスシステムによって、キャラクターには追加でもう1つクラスを選ぶことができる。これによってキャラクターを様々な方向に成長させられる。
ゲームには、プレイヤーがパーティに加えることができる10人の仲間キャラクターが登場する。これらのキャラクターにはそれぞれの物語があり、プレイヤーはそれをさらに探求することができる。プレイヤーは、物語や会話の選択に基づいて仲間キャラクターとの関係を発展させることができる。仲間キャラクターの中には、特定の物語や会話の選択を行うことでしか接触できないものもいる。
主役も脇役も含めて全てのキャラはフルボイスで、表情を含めてモーションキャプチャーが施されており、その合計は約150万語に及ぶ。
カメラはある程度自由に動かすことができ、3人称視点からクォータービューまで好きな視点で遊ぶことができる。ゲームのユーザーインターフェースには、マウスとキーボードモード、およびコントローラーモードの両方が用意されている。どちらのモードでも、プレイヤーは呪文や戦闘アクションの使用、インベントリの管理、マップの表示、プレイヤーおよび仲間キャラクターのステータスの表示、味方や敵キャラクターなどのさまざまな操作ができる。
ゲームにはMODのサポートがあり、発売時にはすべての機能やツールが利用可能ではなかったが、アップデートで順次拡充が行われている。コミュニティから提供される多数のMODが利用可能であり、プレイヤーはゲームのさまざまな内容を変更することができる。

## 日本向けのPlayStation 5版における表現変更
本作のグローバル版にはCEROの倫理規定に抵触する表現が含まれていることから、日本で発売されるPlayStation 5版については、販売元のスパイク・チュンソフトによって当該箇所の削除や差し替えが行われたほか、オプションから「露骨な内容のコンテンツ」という設定項目が削除されたことに伴い、関連する設定をすべてオフにした時の表現に固定された。